# Buchegg
Buchegg (toponimo tedesco) è un comune svizzero di 2 507 abitanti del Canton Soletta, nel distretto di Bucheggberg del quale è capoluogo. È stato istituito il 1º gennaio 2014 con la fusione dei comuni soppressi di Aetigkofen, Aetingen, Bibern, Brügglen, Gossliwil, Hessigkofen, Küttigkofen, Kyburg-Buchegg, Mühledorf e Tscheppach; capoluogo comunale è Mühledorf.